# Caprimulgus batesi
Caprimulgus batesi е вид птица от семейство Caprimulgidae.

## Разпространение
Видът е разпространен в Габон, Камерун, Република Конго, Демократична република Конго, Уганда и Централноафриканската република.